# La Maschera di Cera
La Maschera di Cera est un groupe de rock progressif italien.

## Histoire
La Maschera di Cera a été créée à l'initiative de Fabio Zuffanti (ancien bassiste de Finisterre) avec Agostino Macor et Marco Cavani (également dans Finisterre en tant que claviériste et batteur), Alessandro Corvaglia (chanteur qui avait déjà travaillé avec Zuffanti en tant qu'interprète dans l'opéra rock Merlin) et le flûtiste Andrea Monetti.
La première œuvre du groupe reprend une chanson écrite en 1991 par Zuffanti, réarrangée avec Agostino Macor ; avec l'ajout de trois nouveaux morceaux, ils forment le premier album La Maschera di cera, qui sort en mai 2002 sous le label Mellow Records. Les enregistrements du nouvel album commencent en septembre de la même année et le disque sort en mars 2003, toujours sous le label Mellow, sous le titre Il grande labirinto. Immédiatement après, le groupe change de formation, le batteur Marco Cavani étant remplacé par Maurizio Di Tollo. Le groupe participe à de nombreux événements scéniques, qui donnent lieu à la production de l'album Maschera di Cera in concerto et du DVD Gouveia Art Rock 2003. L'enregistrement du troisième album a commencé en mars 2005 avec la production de Franz Di Cioccio ; il a été publié un an plus tard par Immaginifica Records sous le titre LuxAde. Le succès de l'album mène le groupe à se produire fréquemment en Europe et aux États-Unis. En 2007, La Maschera di Cera participe sur le sol américain au NEARfest,, l'un des principaux festivals de rock progressif, et en 2009 au Progday, en Caroline du Nord.
En 2010, toujours avec la production de Franz di Cioccio, le groupe produit et sort son quatrième album Petali di Fuoco, cette fois avec Matteo Nahum à la guitare, en plus du line-up traditionnel,. En 2013, le groupe revient à une formation de cinq musiciens et propose Le Porte del Domani (The Gates of Tomorrow), un album hommage à la musique progressive italienne : La Maschera Di Cera décide de poursuivre, exactement quarante ans plus tard, la saga de Felona e Sorona, l'album du groupe Le Orme sorti en 1973. The Gates of Tomorrow est un album-concept, une suite de 45 minutes divisée en neuf chapitres, qui traite de la lutte entre les deux planètes, l'une lumineuse et l'autre sombre. Le Porte del Domani sort en CD en éditions italienne et anglaise (cette dernière avec un mixage légèrement différent), en LP et dans un coffret spécial contenant la lithographie sur plexiglas de la peinture et toutes les versions CD et LP.
Après une pause de sept ans, La Maschera di Cera revient en 2020 avec un sixième album, intitulé S.E.I.,,. Le groupe est désormais un trio (Corvaglia/Macor/Zuffanti) assisté en studio et en live par Martin Grice (saxophone, flûte) et Paolo « Paolo » Tixi (batterie). S.E.I., acronyme de Separation/Egolatry/Injury, consiste en une suite de plus de 20 minutes qui occupe toute la première face, suivie de deux autres mini-suites sur la seconde. Les trois morceaux sont de véritables labyrinthes musicaux, avec des moments tendus et sombres alternant avec de grandes ouvertures caractérisées par le son inimitable du mellotron. Par rapport au passé, les influences folkloriques, jazz et canterburiennes sont beaucoup plus évidentes ici. De la suite symphonique Il tempo millenario à la symphonie jazz Vacuo senso, en passant par le morceau folk Il cerchio del comando.

## Membres

### Membres actuels
- Alessandro Corvaglia — voix principale, guitare
- Agostino Macor — claviers
- Fabio Zuffanti — basse

### Collaborateurs
- Martin Grice — flûte, saxophone
- Paolo « Paolo » Tixi — batterie

### Anciens membres
- Andrea Monetti — flûte, saxophone (2002-2013)
- Maurizio di Tollo — batterie, percussions, chœurs (2003-2013)
- Marco Cavani — batterie (2002-2003)
- Matteo Nahum — guitare (2009-2011)
- Laura Marsano — guitare (2013-2014)

## Discographie

### Album studio
- 1973 : Campo di Marte
- 2002 : La maschera di cera (Mellow Records)
- 2003 : Il grande labirinto (Mellow Records)
- 2006 : LuxAde (Immaginifica Records)
- 2010 : Petali di Fuoco (Immaginifica Records)
- 2013 : Le Porte del Domani (AMS/BTF Records)
- 2013 : The Gates of Tomorrow (reprise en anglais de Le Porte del Domani) (AMS records)
- 2020 : S.E.I. (AMS/BTF Records)

### Albums live
- 2004 : Maschera di Cera in concerto (live) (Mellow Records)
- 2016 : Live at Spirit of 66, Belgium 2005 (Mirror records)
- 2016 : Live at Bloom Milano 2002 (Mirror records)

### Participations
- 2003 : Gouveia Art Rock 2003 (DVD, Portugal progresivo)
- 2010 : Romantic Warriors : A Progressive Music Saga (DVD)
- 2011 : Prog Exhibition 2010 (CD + DVD, Immaginifica)